# 502 Sigune
502 Sigune eller 1903 LC är en asteroid i huvudbältet, som upptäcktes 19 januari 1903 av den tyske astronomen Max Wolf i Heidelberg. Asteroiden har fått sitt namn efter karaktären Sigune i Friedrich Theodor Vischers novel Auch Einer.
Asteroiden har en diameter på ungefär 15 kilometer och den tillhör asteroidgruppen Phocaea.